# Livada (Satu Mare)
Livada (tidligere også Șarchiuz, fra det ungarske navn Sárköz, tysk: Wiesenhaid) er en by i det nordvestlige Rumænien, i distriktet Satu Mare. Den fik status som by i 2006. Byen administrerer tre landsbyer: Adrian (ungarsk: Adorján), Dumbrava (ungarsk: Meggyesgombás) og Livada Mică (ungarsk: Sárközújlak; rusinsk: Шаркиз).
Byen har 5.892 (2021) indbyggere.

## Beliggenhed
Livada ligger i det nordvestlige Rumænien i en dalsænkning på den sydvestlige kant af Østkarpaterne. Distriktets hovedstad Satu Mare ligger ca. 20 km mod sydvest.